# Masahiro Itō
Pour les articles homonymes, voir Ito.
Masahiro Itō (伊藤 暢達, Itō Masahiro) (né en 1972, à Saitama au Japon) est un directeur artistique de jeux vidéo japonais connu pour son travail sur Team Silent dans la franchise Silent Hill à partir de 1999.

## Biographie
Il étudie à la Tama Art University.

## Carrière
- Silent Hill, 1999
- Silent Hill 2, 2001
- Silent Hill 3, 2003
- Silent Hill 4: The Room, 2004
- Silent Hill: Cage of Cradle, 2006
- Metal Gear Survive, 2018

## Exposition
- 2012: Première exposition en France à la galerie Chappe[1],[2],[3]